# Charles Ponzi
Charles Ponzi (Lugo, Itàlia, 3 de març de 1882 – Rio de Janeiro, Brasil, 18 de gener de 1949) va ser un famós delinqüent d'origen italià especialitzat en estafes. Nascut Carlo Ponzi, entre els pseudònims que utilitzà hi ha Charles Ponei, Charles P. Bianchi, Carl and Carlo. És especialment conegut per l'esquema de Ponzi, que porta el seu nom i va desenvolupar a principis del segle xx, malgrat que no va ser una invenció seva i ja estava documentat des del segle xix.
El terme esquema de Ponzi avui dia és la descripció de qualsevol estafa de tipus piramidal que paga als primers inversors guanys de les inversions dels inversors posteriors. Carlo Ponzi prometia als seus clients un 50% de beneficis dins d'un termini de 45 dies, o 100% als 90 dies, amb el simple fet de comprar segells de resposta internacional en altres països i redimint-los al seu valor nominal als Estats Units com una forma d'arbitratge. Ponzi probablement va inspirar-se en William F. Miller, un comptable de Brooklyn que el 1899 va utilitzar el mateix sistema per estafar 1.000.000 de dòlars del moment.

## Primers anys
Originari de la província de Ravenna, va emigrar als Estats Units el 1903. Alguns dels seus biògrafs asseguren que va ser un estudiant ambiciós que volia prosperar i uns altres diuen que es tractava d'un lladregot amb poc futur al que la seva família va embarcar cap a Amèrica per a treure-se'l de sobre. Ponzi va aprendre a parlar anglès i després de passar per treballs eventuals va iniciar una carrera que el portaria dues vegades a presó: una al Canadà, després que el sorprenguessin falsificant el nom d'una anciana que guardava els seus diners al banc en el qual treballava Ponzi, i una altra a Boston, en 1911, per la seva implicació en un negoci de contraban d'emigrants italians.

## Creació del negoci piramidal
El seu cop més important fou el 1919, quan s'adonà que en els cupons que els immigrants italians enviaven per carta a les seves famílies, extremadament pobres a causa de la guerra, perquè els canviessin per diners i poguessin respondre les cartes, hi havia un negoci fabulós. Va consultar a amics i coneguts i va muntar l'empresa Securities Exchange Company. Va començar a repartir cupons prometent uns guanys del 50% en 45 dies o del 100% passats els tres mesos.
En poc temps es va convertir en un personatge acabalat, i tant polítics com mitjans de comunicació el presentaven com un empresari exemplar. Tot va funcionar molt bé durant els primers mesos, els diners arribava en massa i els interessos es pagaven religiosament. Les vídues hipotecaven les seves cases i la gent recollia els seus estalvis per invertir-los en el negoci de Ponzi. Va sorgir algun problema legal, però es va resoldre abonant generoses quantitats de diners.
La crisi de confiança es va iniciar quan l'analista financer Clarence Barron, per encàrrec del Boston Post, va publicar un informe en el qual es declarava que, malgrat els extraordinaris interessos que es pagaven, Charles Ponzi no reinvertia ni un cèntim dels seus enormes beneficis en l'empresa. Es va calcular que per cobrir les obligacions contretes es necessitaven 160 milions de cupons en circulació, quan en realitat tan sol hi havia 27.000. A partir d'aquí, els esdeveniments es van precipitar: una multitud d'inversors furiosos es van presentar davant les oficines i després de demandar-lo fou empresonat. L'1 de novembre de 1920, Charles Ponzi va ser declarat culpable de frau i fou condemnat a cinc anys de presó. Va sortir tres anys més tard i el van condemnar a nou anys més.

## Fugida
Mentre estava en llibertat provisional, fugí a l'estat de Florida, on va engegar una altra estafa, no obstant això, la seva mala fama ja s'havia estès.
Abans que el descobrissin es va escapar a l'estat de Texas, i per intentar fugir en un vaixell mercant es va afaitar el bigoti i el cap. Malgrat això, va acabar a la presó de Massachusetts, on va romandre fins al 1934. A les portes del presidi l'esperava un bon grup d'estafats que volia linxar-lo, cosa que no aconseguiren gràcies a la intervenció de la policia, que va haver de protegir-lo. Com que no s'havia nacionalitzat als Estats Units, el van deportar a Itàlia on tornà a intentar engegar el seu esquema sense èxit i va acabar treballant en una línia aèria italiana que operava a Brasil. Temps després es va saber que aquesta línia va ser utilitzada per fer contraban de materials estratègics.

## Mort
Carlo Ponzi va viure els seus últims dies en la misèria, morint en un hospital de la caritat a Rio de Janeiro el 18 de gener de 1949. Aquest delinqüent ha passat als manuals d'economia per haver ideat el que es coneix com a esquema Ponzi, un tipus d'estafa semblant al frau piramidal.